# Сосновка (Выгоничский район)
Сосно́вка (до начала XX века — также Са́лова Сосновка) — село в Выгоничском районе Брянской области, административный центр Сосновского сельского поселения. Расположено в 12 км к югу от пгт Выгоничи, на правом берегу Десны. Население — 547 человек (2010).
Имеется отделение связи, сельская библиотека и сельский дом культуры.

## История
Упоминается с 1618 года; бывшее родовое поместье дворян Саловых. (Память о многовековом владении Сосновкой увековечена изображением сосны на гербе рода Саловых.) Первоначально входило в Подгородный стан Брянского уезда. Храм Знамения Богородицы упоминается с 1701 года; в 1813 на средства Саловых было построено новое двухэтажное каменное здание храма (не сохранилось).
С последней четверти XVIII века до 1924 года село входило в Трубчевский уезд (с 1861 — в составе Уручьенской волости). В 1887 году была открыта церковно-приходская школа.
В 1924—1929 в Выгоничской волости Бежицкого уезда; с 1929 в Выгоничском районе, а в период его временного расформирования — в Брянском (1932—1939, 1965—1977), Почепском (1963—1965) районе.
С 1930-х гг. по 1976 — в Мякишевском, Колоднянском сельсовете.